# The Hollywood Reporter

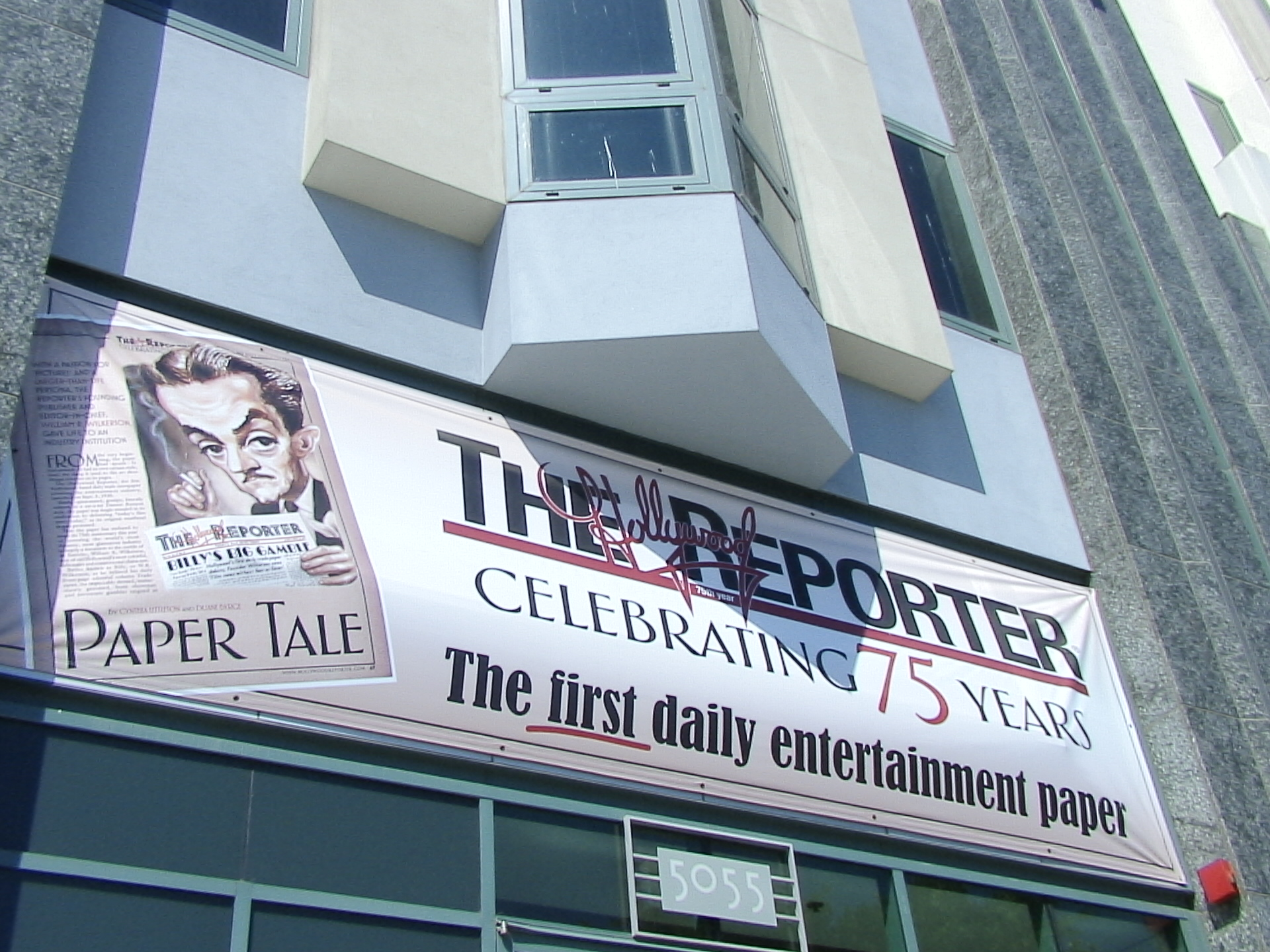

The Hollywood Reporter este o mare publicație din industria divertismentului din Los Angeles, California, Statele Unite ale Americii. Pulicația a fost înființată în anii anii 1930. Încă din secolul al XX-lea, acesta este în competiție cu revista Variety.

## Legături externe
- Site web oficial